# Мариёшюс, Романас Антано
Романас Антано (Роман Антонович) Мариёшюс (лит. Romanas Antano Marijošius; 6 августа 1914, Екатеринбург, Пермская губерния — 25 июня 1980, Вильнюс) — литовский советский певец (баритон), народный артист Литовской ССР (1964). Младший брат дирижёра и композитора Витаутаса Мариёшюса.

## Биография
Родился в 1914 году в Екатеринбурге. После возвращения в 1919 г. семьи в Литву поступил в Каунасскую консерваторию, где обучался у известного итальянского певца Оресте Марини. В 1935—1941 годах — хорист Каунасского театра оперы и балета. С 1941 г. — в Сталинградском музыкальном театре, в 1942—1944 годах — солист литовских художественных ансамблей в Переславле-Залесском. Во время Великой Отечественной войны вместе с другими артистами выступал на фронте в составе концертных бригад. С 1945 по 1975 год — солист Литовского национального театра оперы и балета. Умер 25 июня 1980 года в Вильнюсе от сердечного приступа.

## Творчество
Исполнитель эстрадных и народных песен на литовском языке, в том числе переводов песен «Течет Волга» и «Темная ночь». Важнейшие оперные партии — Бартоло («Севильский цирюльник»), Кецал («Проданная невеста»), Фарфарелло («Любовь к трём апельсинам»), Сват («Русалка»), Султан («Запорожец за Дунаем») и другие.

## Награды
В 1964 году Президиумом Верховного Совета Литовской ССР было присвоено звание народного артиста Литовской ССР. Награждён Орденом «Знак Почета» в 1950 и 1954 годах.